# Miguel González Pérez
Miguel González Pérez (Santa Cruz de La Palma, Tenerife, España, 27 de abril de 1927-Madrid, 6 de julio de 2021), fue un jugador y entrenador de fútbol español.

## Trayectoria

### Futbolista
Comenzó a jugar al fútbol en el Club Deportivo Mensajero, en su isla natal, La Palma, iniciando una carrera que continuaría más tarde en el CD Iberia de Tenerife, y en el Real Club Victoria de Gran Canaria.
En 1949, fichó por el Club Atlético de Madrid, ya en la Primera División, Con el conjunto madrileño se proclamó Campeón de Liga en sus dos primeras temporadas (1949/50 y 1950/51), y en la de 1951/52 fue cedido al Real Oviedo. 
Tras retornar a la capital de España, permaneció en el Atlético de Madrid hasta 1960, completando un total de diez temporadas, despidiéndose en la última de ellas con un nuevo título: la Copa del Generalísimo de 1960.
Finalizada su etapa rojiblanca, fichó por el Real Zaragoza, en el que permaneció tres temporadas.
Sus dos últimos años como jugador los disputó en el Real Murcia, donde jugó desde 1963 hasta 1965.

#### Selección nacional
Durante su etapa como jugador del Atlético de Madrid, entre 1953 y 1958, fue internacional en quince ocasiones con la Selección Española. Es el quinto jugador canario con más internacionalidades, tras David Silva, Valerón, Pedro Rodríguez y Tonono.
La relación completa de partidos jugados con España es:
| Fecha      | Competición                       | Estadio                 | Ciudad               | Partido          | Partido | Partido |
| ---------- | --------------------------------- | ----------------------- | -------------------- | ---------------- | ------- | ------- |
| 08/11/1953 | Amistoso                          | San Mamés               | Bilbao               | España           | 2:2     | Suecia  |
| 06/01/1954 | Clasificación Mundial Suiza 1954  | Nuevo Chamartín         | Madrid               | España           | 4:1     | Turquía |
| 14/03/1954 | Clasificación Mundial Suiza 1954  | Midhat Pachá            | Estambul (Turquía)   | Turquía          | 1:0     | España  |
| 19/06/1955 | Amistoso                          | Charmilles              | Ginebra (Suiza)      | Suiza            | 0:3     | España  |
| 27/11/1955 | Amistoso                          | Dalymount Park          | Dublín (Irlanda)     | Irlanda          | 2:2     | España  |
| 30/11/1955 | Amistoso                          | Wembley                 | Londres (Inglaterra) | Inglaterra       | 4:1     | España  |
| 03/06/1956 | Amistoso                          | Jamor                   | Lisboa (Portugal)    | Portugal         | 3:1     | España  |
| 30/01/1957 | Amistoso                          | Santiago Bernabéu       | Madrid               | España           | 5:1     | Holanda |
| 10/03/1957 | Clasificación Mundial Suecia 1958 | Santiago Bernabéu       | Madrid               | España           | 2:2     | Suiza   |
| 31/03/1957 | Amistoso                          | Heysel                  | Bruselas (Bélgica)   | Bélgica          | 0:5     | España  |
| 08/05/1957 | Clasificación Mundial Suecia 1958 | Hampden Park            | Glasgow (Escocia)    | Escocia          | 4:2     | España  |
| 06/11/1957 | Amistoso                          | Santiago Bernabéu       | Madrid               | España           | 3:0     | Turquía |
| 24/11/1957 | Clasificación Mundial Suecia 1958 | La Pontaise             | Lausana (Suiza)      | Suiza            | 1:4     | España  |
| 13/03/1958 | Amistoso                          | Parque de los Príncipes | París (Francia)      | Francia          | 2:2     | España  |
| 19/03/1958 | Amistoso                          | Waldstadion             | Frankfurt (Alemania) | Alemania Federal | 2:0     | España  |

### Entrenador
En la temporada 1967/68, Miguel González debutó en la jornada 26 en el banquillo del Atlético de Madrid tras ser cesado el brasileño Otto Glória. Su labor como entrenador se vio refrendada por la directiva, continuando como técnico rojiblanco durante toda la temporada 1968/69.
Finalizada su etapa en el conjunto madrileño, continuó entrenando, situándose al frente del Real Betis en la temporada 1969/70 y al Hércules CF en la 1970/71.
Su última referencia como técnico fue al frente de un modesto de su isla natal, la SD Tenisca

## Clubes

### Como jugador
| Club                       | País   | Años      |
| -------------------------- | ------ | --------- |
| Club Deportivo Mensajero   | España | 1943-1944 |
| CD Iberia de Tenerife      | España | 1944-1947 |
| Real Club Victoria         | España | 1947-1949 |
| Club Atlético de Madrid    | España | 1949-1951 |
| Real Oviedo                | España | 1951-1952 |
| Club Atlético de Madrid    | España | 1952-1960 |
| Real Zaragoza              | España | 1960-1963 |
| Real Murcia Club de Fútbol | España | 1963-1965 |

### Como entrenador
| Club                    | País   | Años      |
| ----------------------- | ------ | --------- |
| Club Atlético de Madrid | España | 1967-1969 |
| Real Betis              | España | 1969-1970 |
| Hércules CF             | España | 1970-1971 |

## Títulos

### Como jugador
- 2 Ligas: 1949/50 y 1950/51 (Atlético de Madrid)
- 1 Copas del Generalísimo: 1960 (Atlético de Madrid)